# Ren Qian
Ren Qian (20 de fevereiro de 2001) é uma saltadora chinesa, especialista na plataforma, campeã olímpica. 

## Carreira

### Rio 2016
Ren Qian representou seu país nos Jogos Olímpicos de Verão de 2016, na qual conquistou uma medalha de ouro, na plataforma individual, com apenas 15 anos. 